# Diócesis de Pásig
La diócesis de Pásig (en latín: Dioecesis Pasigina, en inglés: Roman Catholic Diocese of Pasig y en tagalo: Diyosesis ng Pasig) es una circunscripción eclesiástica de la Iglesia católica en Filipinas. Se trata de una diócesis latina, sufragánea de la arquidiócesis de Manila, que tiene al obispo Mylo Hubert Claudio Vergara como su ordinario desde el 22 de abril de 2011.

## Territorio y organización
La diócesis tiene 78 km² y extiende su jurisdicción sobre los fieles católicos de rito latino residentes en la región de la Capital Nacional en las ciudades de Pásig, Taguig y Pateros. 
La sede de la diócesis se encuentra en la ciudad de Pásig, en donde se halla la Catedral de la Inmaculada Concepción.
En 2019 en la diócesis existían 60 parroquias.

## Historia
La diócesis fue erigida el 28 de junio de 2003 con la bula Dei claritas del papa Juan Pablo II, obteniendo el territorio de la arquidiócesis de Manila.

## Estadísticas
De acuerdo al Anuario Pontificio 2020 la diócesis tenía a fines de 2019 un total de 1 453 885 fieles bautizados.
| Año                                                                             | Población            | Población | Población      | Sacerdotes | Sacerdotes    | Sacerdotes    | Bautizados por sacerdote | Diáconos permanentes | Religiosos | Religiosos | Parroquias |
| Año                                                                             | Bautizados católicos | Total     | % de católicos | Total      | Clero secular | Clero regular | Bautizados por sacerdote | Diáconos permanentes | Varones    | Mujeres    | Parroquias |
| ------------------------------------------------------------------------------- | -------------------- | --------- | -------------- | ---------- | ------------- | ------------- | ------------------------ | -------------------- | ---------- | ---------- | ---------- |
| 2003                                                                            | 1 040 400            | 1 156 000 | 90.0           | 38         | 36            | 2             | 27 378                   |                      | 2          | 102        | 25         |
| 2004                                                                            | 960 407              | 1 210 000 | 79.4           | 29         | 29            |               | 33 117                   |                      |            | 7          | 29         |
| 2013                                                                            | 1 207 000            | 1 604 000 | 75.2           | 55         | 55            |               | 21 945                   |                      |            | 58         | 30         |
| 2016                                                                            | 1 360 949            | 1 639 697 | 83.0           | 38         | 30            | 8             | 35 814                   |                      | 8          | 56         | 30         |
| 2019                                                                            | 1 453 885            | 1 751 570 | 83.0           | 42         | 32            | 10            | 34 616                   |                      | 10         | 67         | 60         |
| Fuente: Catholic-Hierarchy, que a su vez toma los datos del Anuario Pontificio. |                      |           |                |            |               |               |                          |                      |            |            |            |

## Episcopologio
- Francisco Capiral San Diego † (28 de junio de 2003-21 de diciembre de 2010 retirado)
- Mylo Hubert Claudio Vergara, desde el 22 de abril de 2011